# Albert (Mundodisco)
Albert es un personaje ficticio, el criado de la Muerte de la saga del Mundodisco, escritas por Terry Pratchett.
El nombre real de Albert es Alberto Malich, es el mago fundador de la Universidad Invisible y por lo tanto uno de los más poderosos de la historia del Disco. 
Después de practicar el rito de CuesthiEnte al revés para evitar morir (se trata una invocación que compromete a La Muerte a presentarse frente al mago y responder sus preguntas, por lo que es usado en casos urgentes para adquirir información imposible de obtener), al practicarlo a revés esperaba alejar a La Muerte, sin embargo el efecto que produjo fue el de llevarlo a él al reino de la Muerte, donde se convierte en su criado para continuar vivo y no tener que enfrentarse con los demás magos y criaturas a quienes dañó y con quienes se encontrará tras la muerte.
Es un hombre delgado y ya muy anciano, con mal carácter y una gran afición por la comida grasienta, tras entrar en el reino de la muerte abandona completamente el uso de la magia, aunque se le ve usarla nuevamente en Mort para encontrar a su amo quien estaba perdido. Siempre que La Muerte comienza una aventura, es el encargado de intentar hacerla comprender las motivaciones y actitudes de los humanos, aunque con el tiempo, prefiere dejarlo solo, ya que lo considera un caso perdido.
Aunque solo le quedan algunos días de vida, este tiempo no se consume mientras este en la mansión de su amo, ya que allí no existe tiempo, solo una falsa percepción. Tras perderse nuevamente Muerte en el libro Soul Music, Albert decide buscarlo en el mundo humano, pero es asaltado y su biómetro (tiempo de vida simbolizado en la forma de un reloj de arena) destruido, Muerte logra salvar algunos granos de arena (segundos de vida) y con ello lo rescata, pero tras este incidente casi no posee tiempo para vivir en el mundo real, finalmente su última aparición es como ayudante de La Muerte/Padrecerdo, aprovechando que en esta labor el tiempo se distorsiona suficiente como para volver a este mundo por la noche de la Vigilia de los Cerdos.
Aparece en las novelas Mort, El Segador, Soul Music y Papá Puerco.
- Datos: Q3503591